# 冨田大介 (映像ディレクター)
冨田 大介（とみだ だいすけ、1980年9月16日 - ）は、日本の演出＆映像ディレクター。テレビ番組、インターネットテレビ、オンライン動画の企画、演出、ディレクションを行う。

## 概要
1980年生まれ。愛知県出身。立命館大学経営学部卒業。2004年に番組制作会社・株式会社シオン入社。後に上席執行役員としてマネージャー業務、映像ディレクターとして演出業務に従事。AD時代は「ナイナイサイズ！」「99プラス」、現在は「ぐるぐるナインティナイン」演出と、ナインティナインの番組を長く手掛けている。番組制作だけにとどまらず、デジタルコンテンツ事業の推進に尽力しており、在籍している株式会社シオンでは、デジタル事業部の総合統括、ビジネスラボのマネージャーを兼務している。また、広報ICT部のマネージャーとしても活躍しており、2020年より開始した株式会社シオン公式noteでは、編集長を務めている。
バラエティを手掛けることが多く、2021年年末特番の「ヤギと大悟」では、千鳥の大悟を押しのけてヤギが主役の番組を企画・演出し、ギャラクシー賞2022年1月度月間賞及び第59回ギャラクシー賞に入賞した。
2022年3月には、学園青春バラエティ「霜降り明星の校内放送ジャック」を企画・演出。全校生徒がチャット機能で参加するという、校内放送をラジオに見立てた演出を行った。

## 制作番組&作品

### テレビ番組

#### NTV
- 「ぐるぐるナインティナイン」
- 「ナイナイサイズ!」
- 「99プラス」
- 「みんなのアメカン」
- 「さんま岡村特番」
- 「全国高等学校クイズ選手権」
- 「シアワセ結婚相談所」

#### CX
- 「さまぁ〜ずのご自慢列島　ジマング」

#### EX
- 「限界アンタッチャブル」

#### TX
- 「スギるんです」
- 「勝手に心配するテレビ」
- 「妻と夫のネホリハホリ」
- 「電気ネズミとチーズ泥棒」
- 「こんな事でモメてます。」
- 「ヤギと大悟」
- 「霜降り明星の校内放送ジャック」

#### NHK
- 「Rの法則」
- 「沼にハマってきいてみた」
- 「専門家だってヒトゴトじゃない」

#### その他
- 「AKB48 ネ申テレビ」（ファミリー劇場）
- 「潜入！イマドキ試験」（KTV）

and more...

### DVD
- 「リアクションの殿堂」
- 「リアクションの殿堂・遺作」
- 「ローカルヒーロー」

## 受賞歴
2020年1月  - 日本テレビ放送網株式会社よりバリュアブル・パートナー賞を受賞
2022年1月  - 企画・演出「ヤギと大悟」ギャラクシー賞1月度月間賞を受賞
2022年4月  - 企画・演出「ヤギと大悟」第59回ギャラクシー賞に入賞

## 取材・メディア出演等
2022年4月  - マイナビニュース エンタメ インタビュー
2022年7月  - 『ヤギと大悟』ヤギの“未知のアイドル性”から企画「どんどん続けていきたい」
2023年1月  - “ナイナイ育ち”のディレクターが生んだ『ヤギと大悟』の温かさ
2023年4月  - 日刊サイゾー インタビュー

## SNSその他
- 冨田大介 - Twitter
- 冨田大介 - note記事